# Diastema
Il diastèma (dal greco διάστημα, «intervallo») è lo spazio che alcuni individui presentano tra due denti contigui. Si riscontra soprattutto tra gli incisivi centrali superiori.